# Joji Kato
Joji Kato, född den 6 februari 1985 i Yamagata, Japan, är en japansk skridskoåkare.
Han tog OS-brons på herrarnas 500 meter i samband med de olympiska skridskotävlingarna 2010 i Vancouver.